# Wahlen 1950
◄◄ | ◄ | 1946 | 1947 | 1948 | 1949 | Wahlen 1950 | 1951 | 1952 | 1953 | 1954 | ► | ►►

Weitere Ereignisse
Folgende Wahlen fanden im Jahr 1950 statt:

## Afrika
- Am 3. und 10. Januar die Parlamentswahl in Ägypten 1950
- Südwestafrika Wahlen zur South West African Legislative Assembly 1950

## Amerika
- Wahl zum Senat der Vereinigten Staaten 1950 am 7. November

## Europa

### Bundesrepublik Deutschland
- Am 14. Mai fand in Kulmbach die erste Nachwahl zum 1949 gewählten 1. Bundestag statt.
- Am 18. Juni die Landtagswahl in Nordrhein-Westfalen 1950
- Am 9. Juli die Landtagswahl in Schleswig-Holstein 1950
- Am 19. November die Landtagswahl in Hessen 1950
- Am 19. November die Landtagswahl in Württemberg-Baden 1950
- Am 19. November fand eine Nachwahl im Bundestagswahlkreis Arnsberg – Soest statt.
- Am 26. November die Landtagswahl in Bayern 1950
- Am 3. Dezember die Wahl zum Abgeordnetenhaus von Berlin 1950, 1. Wahlperiode

### DDR
- Am 15. Oktober die Landtagswahlen in der DDR 1950
- Kommunalwahlen in der DDR 1950
- Am 15. Oktober die Volkskammerwahl 1950

### Österreich
- Am 7. Mai die Gemeinderatswahl in St. Pölten 1950

### Weitere Länder
- Am 23. Februar die Britischen Unterhauswahlen 1950
- Am 5. März die Parlamentswahlen
- Am 12. März die Wahlen zum Obersten Sowjet
- Wahlen am 4. Juni zu Abgeordnetenkammer und Senat in Belgien
- 5. September: Parlamentswahlen in Dänemark
- 14. September: Bundesratswahl 1950